# Газопереробний завод Гавія
Газопереробний завод Гавія – підприємство нафтогазової промисловості на сході Саудівської Аравії.
Наприкінці 1990-х років в Саудівській Аравії розпочали перший етап залучення до розробки покалдів вільного (неасоційованого) газу. Одним з головних елементів інфраструктури при цьому став газопереробний завод Гавія, який ввели в експлуатацію в 2001-му. У комплексі із заводом спорудили газозбірну мережу, яка подає продукцію родовищ Гавія та Гарад, що розташовані під однойменними південними блоками найбільшого в світі нафтового родовища Гавар.  
Первісно майданчик мав потужність з прийому 16,5 млрд м3 газу на рік, після підготовки якого до національної газотранспортної мережі Master Gas System видавалось 14,4 млрд м3 товарного газу. Крім того, ГПЗ випускав 170 тисяч барелів конденсату на добу.
У другій половині 2000-х можливості заводу по прийому сирого газу збільшили до 25 млрд м3, при цьому підготований газ спершу став постачатись на комплекс вилучення ЗВГ Гавія для виокремлення з нього суміші зріджених вуглеводневих газів (гомологів метану).
В травні 2023-го повідомили, що цього ж року очікується запуск на ГПЗ Гавія додаткових потужностей, що дозволить йому приймати до 36 млрд м3 на рік (при цьому 3 млрд м3 надходитимуть з сусідньої групи родовищ Гарад).
Видача товарного газу відбувається по газотранспортному коридору Гавія – Беррі. Конденсат транспортується по трубопроводу Гавія – Рас-Танура.
З 2016-го енергетичні потреби заводу обслуговує власна ТЕЦ Гавія.